# Attilio Danese
Attilio Danese (Teramo, 1 d'abril de 1947) és un assagista italià, que fou professor de la Universitat de Teramo i de la Universitat pontifícia de Roma, i que a hores d'ara imparteix docència a la Universitat de Chieti.

## Publicacions
- Unità e Pluralità. Mounier e il ritorno alla persona, pref. P. Ricoeur, Città Nuova, Roma, 1984. Premio internazionale "E. Mounier" 1985.
- Riscoprire la politica. Storia e prospettive, Città Nuova, Roma 1989, 1992
- Persona e sviluppo. Dibattito interdisciplinare (a cura de), Dehoniane, Roma 1991
- Cittadini Responsabili. Questioni di etica politica, Dehoniane, Roma 1992.
- L'io dell'altro. Confronto con Paul Ricoeur (a cura de), Marietti, Gènova 1993
- Persona, comunità e istituzioni. La dialettica ricoeuriana della giustizia, ECP, Florència 1994
- Il Federalismo. Cenni storici e implicazioni politiche, Città Nuova, Roma 1995
- Laicità e religiosità in Ignazio Silone (a cura de), Edigrafital, S. Atto (Te) 2001
- Educare è comunicare (en col·laboració amb A. Rossi), Effatà, Chantaloba (To) 2001.
- Non uccidere Caino, Paoline, Milà 2002
- Persona e impersonale in S. Weil (a cura), Rubbettino, Soveria Mannelli 2009
- Ignazio Silone. Percorsi di una coscienza inquieta, Effatà, Chantaloba 2010

Entre els estudis escrits a quatre mans amb G.P. Di Nicola:
- Amici a vita. La coppia tra scienze umane e spiritualità, Città Nuova, Roma 1997 (segona edició Effatà ed., Chantaloba (TO) 2000). [Traducció castellana: Vivir de a dos, San Benito, Buenos Aires 2007.]
- L'amico discreto, Effatà, Chantaloba (TO) 1998, 20044. [Traducció polonesa: Dyskretny Przyjaciel. Duch Swiety umacnia i ozywia milosc malzenska, Wydawnictwo eSPe Cracovia 2003. Traducció castellana: El amigo discreto. El Espíritu Santo fortalece y vivifica el amor conyugal, San Pablo, Bogotà, 2004. Traducció portuguesa: Amigo Discreto: Espírito Santo Fortalece e Vivifica o Amor Conjugal, ediçoes Loyola, S. Paolo 2007.]
- Il maschile a due voci. Il padre, il figlio, l'amico, lo sposo, il prete, Piero Manni, Lecce 1999.
- Un'aureola per due. Maria Corsini e Luigi Beltrame Quattrocchi, Primera edició: Città Nuova, Roma 2001, segona edició Effatà, Torí 2003. [Traducció francesa: Une aureole pour deux. L'amour conjugal à la portée de tous, Emmanuel, Lió 2003. Traducció polonesa: Aureola dla dwojga. Maria Corsini i luigi Beltrame Quattrocchi, Swietego Pawla, Czestochowa 2004.]
- Lei & Lui. Comunicazione e reciprocità, Effatà, Chantaloba (To) 2001. Traducció polonesa: Mezczyzna i kobieta z perspektywy personalismu, ed. Wydawnictwo Kul, Lublin 2010.
- Ignazio Silone. Percorsi di una coscienza inquieta, Prefaci d'Aldo Forbice, Fondazione Silone, L'Aquila 2006. [Traducció portuguesa: Ignazio Silone. Percursos de uma consciència inquieta, Publicaçoes Monasticas, Rio de Janeiro 2005.]
- Con o senza Dio? Per una spiritualità della relazione coniugale, Effatà Editrice, Chantaloba (TO) 2005; II ed.: Città Nuova, Roma 2006.
- Perdono...per dono. Quale risorsa per la società e la famiglia, Effatà Editrice, Chantaloba (TO) 2005. [Traducció castellana: Aprender a perdonar. Un recurso familia y social, Ciudad Nueva, Buenos Aires 2006.]
- Le ragioni del matrimonio, Effatà, Torino 2006
- Da Amore a Zapping. Manuale per incomprensibili adolescenti, San Paolo, Cinisello Balsamo 2008.
- Abissi e vette. Il percorso spirituale e mistico di Simone Weil, LEV, Ciutat del Vaticà 2002. [Traducció portuguesa: Abismos e Apices, Ediçoes Loyola, São Paulo SP 2003.]
- Persona e impersonale in S. Weil (a cura de), Rubbettino, Soveria Mannelli 2009.
- Giovani di Spirito, Effatà, Chantaloba (TO) 2008. [Traducció polonesa: Kim jestes duchu swiety? Vademecum bierzmowanych i katechetow, Wydawnictwo WAM, Cracòvia 2010.]
- Un amore scritto in cielo. Luigi e Zelia Martin, San Paolo, Milano 2010.
- "Severina, una santa weiliana i siloniana", pròleg a Ignazio Silone, Severina, traducció valencianocatalana de Joaquim Juan-Mompó, col·lecció Rent, editorial Denes, Paiporta, 2010.